# 豹紋小鱸
豹紋小鱸為輻鰭魚綱鱸形目鱸亞目河鱸科的其中一種，被IUCN列為次級保育類動物，分布於美國阿肯色州及奧克拉荷馬州的Little河流域，體長可達9.2公分，棲息在水質清澈、礫石底質的溪流。